# Pierre Moerlen's Gong Live
Albums de Gong
Leave It Open
(1980) Robot Woman
(1986)
Pierre Moerlen's Gong Live est le premier album en concert du Pierre Moerlen's Gong sorti en 1980. Il a été enregistré lors de deux concerts, le premier au Stadium à Paris le 16 février 1979 et le second, au Venue à Londres le 11 mars 1979. Mike Oldfield et Didier Malherbe jouent sur Downwind.

## Liste des titres
| No | Titre          | Auteur         | Durée |
| -- | -------------- | -------------- | ----- |
| 1. | Downwind       | Pierre Moerlen | 6:58  |
| 2. | Mandrake       | Pierre Moerlen | 7:31  |
| 3. | Golden Dilemma | Hansford Rowe  | 8:04  |
| 4. | Soli           | Hansford Rowe  | 4:48  |
| 5. | Drum Solo      | Pierre Moerlen | 4:40  |
| 6. | Esnuria        | Pierre Moerlen | 5:13  |
| 7. | Crosscurrents  | Pierre Moerlen | 4:50  |

## Personnel
- Pierre Moerlen – Batterie, Percussion, Synthétiseur
- Bon Lozaga - Guitare, Guitare rythmique
- Hansford Rowe – Basse, guitare
- François Causse - Marimba, Glockenspiel, Congas, Xylophone
- Benoit Moerlen - Vibraphone
- Charlie Mariano - Saxophone

Avec :
- Didier Malherbe - Saxophone sur Downwind
- Mike Oldfield - Guitare sur Downwind